# Церковь Святого Архистратига Михаила (Балтимор)
Церковь Святого Архистратига Михаила (укр. Церква Святого Архістратига Михаїла) — украинская грекокатолическая церковь, расположенная в Балтиморе, Мэриленд. Построена в неовизантийском стиле.

## История
Украинцы начали иммигрировать в Балтимор в 1880-х годах, а начиная с 1890-х годов украинские католические священники приезжали из Пенсильвании в Балтимор, чтобы служить украинской греко-католической общине. Приход Святого Архистратига Михаила основан в 1893 году, а первая церковь построена в 1912 году.
В течение всего XX-го века численность прихожан росла, что побудило начать строительство новой церкви в 1981 году. Участок под строительство был освящен в 1984 году, а строительство приходского храма завершено к сентябрю 1988 года.
Храм освящен в 1991 году, иконостас освящен в июне 1995 года. Роспись интерьера завершена по благословению митрополита Стефана Сулико в ноябре 1997 года. Церковь смоделирована по дизайну из Киева.